# Gonçalo Garcia de Figueiredo
Gonçalo Garcia de Figueiredo (c. 1300 - c. 1377) foi um nobre e militar português.

## Biografia
Gonçalo Garcia era seguramente filho dum Garcia, nascido lá para 1270, mas não há notícia para esta época de nenhum Garcia que seja de Figueiredo.
Fidalgo, teve Carta de Privilégio de Fidalgo.
Na Chancelaria de D. Pedro I de Portugal há uma Carta (sem indicação da data ou lugar) às Justiças das Correições de Entre-Douro-e-Minho e das Beiras a informar que Gonçalo Garcia de Figueiredo, Cavaleiro, dizia que tinha, em alguns lugares destas Correições, quintãs, casais e herdades.
Em 1363, Gonçalo Garcia de Figueiredo surge no rol do Mosteiro de Pedroso, na lista dos Cavaleiros e Escudeiros, com seu filho Aires Gonçalves, sendo Gonçalo Garcia dito de Milheirós e seu filho dito Aires Garcia e não Gonçalves. Bem assim como no Mosteiro de Grijó, em cuja lista de 1365, dos Fidalgos naturais de Grijó, aparecem.
No Mosteiro de Grijó diz-se que um Casal em Silvalde paga de foro a Gonçalo Garcia de Figueiredo «iii alqueires de trigo e ii de çevada pela velha, e ii s por galinhas, de testamento, por Sam Johane".
É certamente ainda o Gonçalo Garcia, Cavaleiro, que, juntamente com Fernão Pais e Gonçalo Peixoto e os Escudeiros Afonso Rodrigues Ribeiro e Lourenço Martins de Avelar, foi intimado a comparecer a 29 de Junho de 1365 como "Herdeiro" de Grijó, para defender os interesses de todos o "naturais" daquele Cenóbio.
Foi Aio do Infante D. João de Portugal, Alcaide-Mor do Castelo de Gaia a 12 de Março de 1375 e do Castelo da Feira a 29 de Junho de 1357 e a 3 de Março de 1367, etc.
Foi 1.º Senhor do Vouga e de Celorico da Beira. Foi ainda Senhor do Celeiro de Maceira e seus Casais no termo de Vouga a 3 de Maio de 1377.

## Casamentos e descendência
Casou primeira vez c. 1324 com Maria Gonçalves de Milheirós, da qual teve dois filhos: 
- Aires Gonçalves de Figueiredo (Alcácer do Sal, 1325 - d. 1415)
- D. Gonçalo Gonçalves de Figueiredo (Alcácer do Sal, c. 1326 - cerca 1326 - Viseu, 21 de Março de 1373 (ou 1375)), Bispo de Viseu

Casou segunda vez c. 1365 com Constança Rodrigues Pereira (c. 1345 / 1340-1350 - d. 1385), Senhora dos Préstamos das Quebradas e de Mourinho, na terra da Feira, por Carta Real de D. Fernando I de Portugal de 20 de Maio de 1378, onde é dita viúva de Gonçalo Garcia de Figueiredo, citada na lista das comedorias do Mosteiro de Grijó em 1365 ainda solteira, da qual foi primeiro marido, sem geração.
Ainda a 20 de Maio de 1378 Constança Rodrigues Pereira é dita apenas viúva de Gonçalo Garcia de Figueiredo, com quem casou cerca de 1365. Só portanto deve ter casado com Diogo Afonso de Figueiredo, Vassalo de D. Fernando I, nascido cerca de 1335, seu segundo marido, já viúvo e com geração feminina, cerca de 3 de Dezembro de 1379, quando este recebeu a Quintã de Santo André de Azurara da Beira (hoje Mangualde) e o Celeiro de Macieira, que tinha sido do dito Gonçalo Garcia de Figueiredo, e os Préstamos das Quebradas e de Mourinho, na terra da Feira, que eram dela. Em 24 de Março de 1384 já este Diogo tinha falecido, pois a dita Quintã e mais bens foram então confirmados à sua viúva, Constança Rodrigues Pereira.